# Pasubio
El Pasubio es un macizo calcáreo situado en el límite entre las provincias de Vicenza y de Trento, delimitado por el Val Leogra, paso  del Pian delle Fugazze, Vallarsa, Val Terragnolo, Passo della Borcola, Val Posina y Colle Xomo. Une los Pequeños Dolomitas con el Altoplano de Folgaria.

## Características morfológicas
Las laderas del monte son muy abruptas, de carácter típicamente dolomítico y de las características agujas y gargantas, sobre todo sobre la vertiente meridional. La parte superior está, en vez de ello, constituida por una pequeña y ondulada meseta alrededor de los 2.000 m s. n. m. en la que se alternan algunas crestas y amplias cuencas con prados, a menudo usados como pasto.
Son característicos los valles laterales, inaccesibles y abruptas, que ofrecen infinitas posibilidades de acceso en la parte más alta del monte. De particular interés son sobre la vertiente meridional la Val Fieno, la Val Canale y la Val Fontana d'Oro, la Val Sorapàche, la Val Caprara y la Val Gulva en la occidental; la Val delle Prigioni, la Val di Piazza y la Val dei Foxi en la oriental.
La cresta principal se desarrolla en dirección norte-sur, desde el Cogolo Alto a la máxima altitud del Pasubio, Cima Palon (2239 m), extendiéndose además al Dente italiano y al Dente austriaco. Se trata de la Zona Sacra del Pasubio, así declarada por el Real Decreto n.º 1386 en el año 1922 en cuanto al macizo fue teatro de cruentos combates durante de la Primera Guerra Mundial y en particular la primera línea pasaba cerca en correspondencia con el así llamado crinale.
Todo el paisaje del Pasubio se vio involucrado por combates durante tres años y medio: toda la superficie está martirizada por los cráteres de las bombas, se notan aún hoy las trincheras y los caminos, siendo frecuente encontrar galerías y refugios. La misma red de senderos que permite recorrerlo en todas las direcciones ha sido obtenida en el curso de la guerra, disfrutando también los preexistentes recorridos utilizados por los pastores, únicos habitantes del lugar.